# درخت ارکیده هنگ کنگی
بوهینیا بلاکه‌آنا (نام علمی: Bauhinia × blakeana) یا درخت ارکیده هنگ کنگی (به انگلیسی: Hong Kong orchid) یا نام یک گونه درخت از گیاهان گلدار است. این درخت دارای برگ‌های ضخیم بزرگ و گل قرمز متمایل به رنگ ارغوانی است.
درخت ارکیده هنگ کنگی از سال ۱۹۶۵ میلادی گل ملی کشور هنگ کنگ است.

## ویژگی‌های زیستی و پرورش
- نگ: ارغوانی مایل به قرمز با نوارهای بنفش تیره روی گلبرگ بالایی
- اندازه: حدود ۱۵ سانتی‌متر
- عطر: معطر و جلب‌کنندهٔ گرده‌افشان‌ها
- دورهٔ گل‌دهی: از نوامبر تا مارس.[۲]
- منشأ: هنگ‌کنگ؛ اولین‌بار در دههٔ ۱۸۸۰ در منطقهٔ پوک فولام کشف شد.[۳]
- تکثیر: به‌دلیل عقیم بودن، تنها از طریق قلمه‌زنی و پیوند قابل تکثیر است.
- شرایط رشد: آفتاب کامل، خاک حاصلخیز و زهکشی مناسب؛ پس از استقرار، مقاوم به خشکی است.[۴]

## نگارخانه

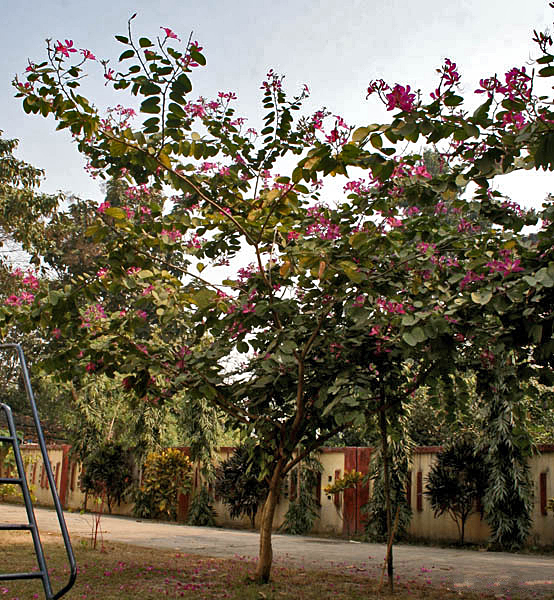
درخت در کلکته، بنگال غربی، هند.
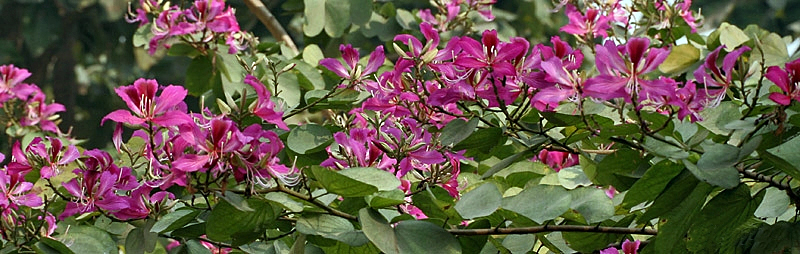
گل‌ها در کلکته
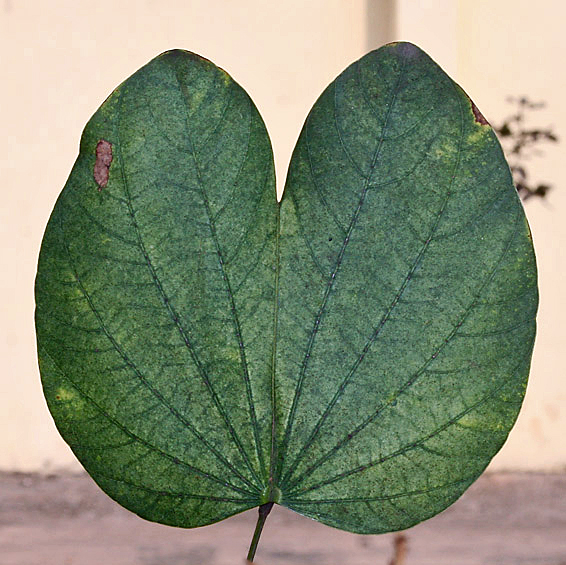
برگ در کلکته
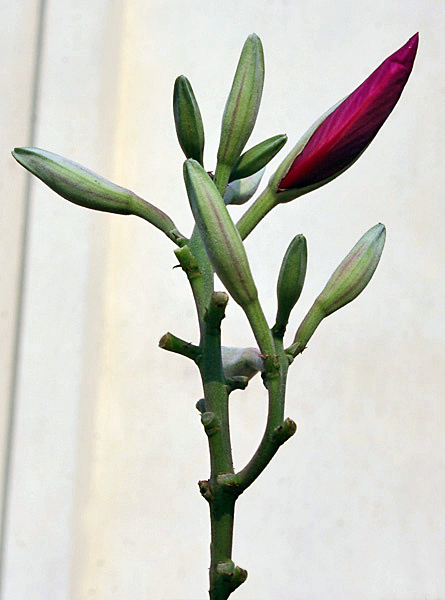
غنچه‌های گل در کلکته
پرچم کشور هنگ کنگ